# Welcome 2 Detroit
Welcome 2 Detroit er første single fra den amerikanske rapper Trick Tricks  album The People vs.. Med på sangen er Eminem og Trick Tricks gruppe Goon Sqwad. Sangen nåede en placering som nummer 100 på Billboard Hot 100 som sin højeste placering.

## Hitliste
| Hitliste (2005–2006)              | Højeste placering |
| --------------------------------- | ----------------- |
| Australien (ARIA)                 | 53                |
| Finland (Suomen virallinen lista) | 12                |
| Tyskland (Official German Charts) | 25 \|-            |
| U.S. Billboard Hot 100            | 100               |